# میروسواو رزپکوفسکی
میروسواو رزپکوفسکی (انگلیسی: Mirosław Rzepkowski؛ زادهٔ ۱۹ ژوئن ۱۹۵۹) تیرانداز اهل لهستان است.